# Lil Wayne
Dwayne Michael Carter Jr. (Nueva Orleans, Luisiana; 27 de septiembre de 1982), conocido por su nombre artístico Lil Wayne, es un rapero estadounidense.
A la temprana edad de nueve años, fue contratado por el sello discográfico Cash Money Records siendo el miembro más joven, para formar parte del dúo, "The BG'z", junto con B.G, el rapero dice haberse sentido muy querido y que los considera sus hermanos mayores.
En 1997, Lil Wayne se unió al grupo Hot Boys, que incluía a los raperos Juvenile, BG y Young Turk. Hot Boys debutó con "Get It How U Live!" ese mismo año. Lil Wayne obtuvo la mayor parte de su éxito con el álbum de mayores ventas del grupo: Guerrilla Warfare lanzado en 1999. También en 1999, Lil Wayne lanzó su primer disco de platino "Tha Block Is Hot", vendiendo más de un millón de copias en los Estados Unidos.
Lil Wayne alcanzó la mayor popularidad en 2004 con "The Carter", que incluía el sencillo "Go D.J." También apareció en el sencillo de las Destiny's Child "Soldier" de ese año. En 2005, se publicó "The Carter II", secuela de "The Carter". Su álbum más exitoso, "The Carter III", fue lanzado en 2008 y vendió más de un millón de copias en los Estados Unidos la primera semana de lanzamiento. Incluye su sencillo número uno "Lollipop", con Static Major. También incluye los sencillos "A Milli" y "Got Money" con T-Pain y ganó el premio Grammy por Mejor Álbum de Rap. Lil Wayne lanzó su álbum debut de rock, Rebirth, en 2010- Aunque el recibimiento de la crítica no fue positivo, el álbum fue disco de oro.
En marzo de 2010, Lil Wayne entró en prisión para cumplir una pena de cárcel de ocho meses en Nueva York tras ser declarado culpable de posesión ilícita de un arma derivada de un incidente ocurrido en julio de 2007. Durante su estancia en prisión, lanzó un nuevo álbum titulado I Am Not A Human Being en septiembre de 2010, con artistas de Young Money, tales como Drake, Nicki Minaj, Lil Twist y Tyga. Fue puesto en libertad el 29 de agosto de 2011. Su noveno álbum de estudio y el primero desde que fue liberado de prisión es The Carter IV. El álbum incluye canciones como "6 Foot 7 Foot", con Cory Gunz, "How To Love" y "She Will", con Drake. Se vendieron 964.000 copias en los EE. UU. en su primera semana, batió el récord de ventas digitales en iTunes Store y es certificado triple platino por sus ventas internacionales.

## Biografía
Dwayne Michael Carter Jr. nació en el barrio de Hollygrove el 27 de septiembre de 1982, en Nueva Orleans, Luisiana, Estados Unidos. 
Su madre tenía diecinueve años cuando dio a luz y se divorció de su padre cuando tenía dos años. Finalmente los acabaría abandonando 3 años después.
Tras haber crecido sin padre, el rapero decidió ponerle Wayne en lugar de Dwayne a su nombre artístico, puesto que es junior.
Escribió su primera canción de rap a los ocho años. En 1991 conoció al rapero Birdman, dueño de la discográfica Cash Money Records, con la cual editarían su primer disco en colaboración, "True Story"
con el rapero B. G., el proyecto se llamaría The B.G.'z, Carter contaba solo con once años. A los trece años, se disparó accidentalmente con una pistola mientras cantaba con esta en la mano, y fue un policía quien tuvo que llevarlo de urgencia al hospital, salvando así su vida. A pesar de ser un brillante alumno, inscrito además en un club de teatro, dejó la escuela para dedicarse de lleno a su carrera musical.

## Vida privada

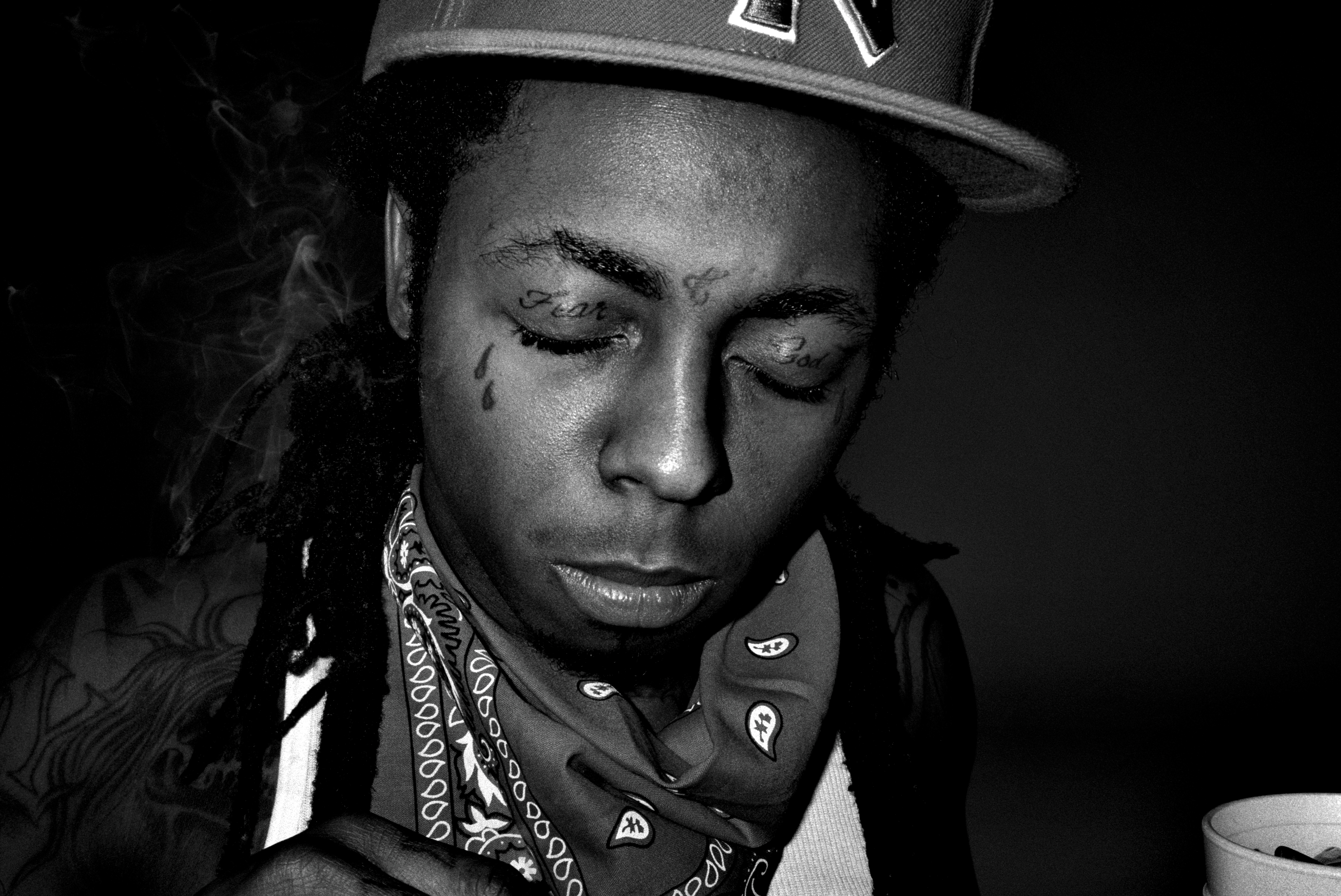
Fotografía de Lil Wayne por RJ Shaughnessy.

### Matrimonio y relaciones
Su primera hija nació en 1998, cuando Lil Wayne tenía 16 años y su novia 13 años, tres meses antes de su nacimiento, el rapero compró su primera mansión. La pareja contrajo matrimonio el día 14 de febrero del año 2002. Durante el matrimonio la pareja pasó por grandes crisis de pareja debido a la fama adquirida por Lil Wayne y que creció con el tiempo, su mujer dijo que el mundo de la prensa no era lo que quería para ella y para su hija, así que prefirió vivir fuera de ese mundo.
Finalmente, el abogado de su mujer le comunicó al rapero, el 3 de enero de 2004, la decisión de separación y custodia compartida de la hija de ambos, de 5 años de edad, cosa que hundió al artista por completo, Lil Wayne padece depresión desde entonces. 
Su exmujer volvió a contraer matrimonio con el empresario deportivo, Mickey "Memphitz" Wright en 2011, boda a la que Lil Wayne fue invitado y no acudió. Actualmente son amigos y Lil Wayne la sigue describiendo como "el amor de mi vida, con el que maduré y viví mis primeras experiencias, desde mi primer beso, hasta mi primera hija."
En 2006, Lil Wayne anunció que parte de la causa de su divorcio, tenía que ver con sus graves problemas con las drogas y el alcohol.
El 22 de octubre de 2008, nació su segundo hijo: Dwayne Michael Carter III. Fruto de una relación que, según el rapero, solo era de carácter sexual.
En 2009, tuvo su tercer y cuarto hijo. Los hijos se llaman Cameron Carter London y Neal Carter Nash. Ambos nacidos por relaciones esporádicas. El rapero exigió pruebas de paternidad, a pesar de no haber negado tener relaciones sexuales con dichas protagonistas. Actualmente Lil Wayne se encarga de pasar una pensión a las madres de esos hijos de 11.000 $ mensuales y ha reconocido a sus hijos entregándoles su apellido y ejerciendo como padre de ambos, la custodia de estos hijos es compartida.
En mayo de 2011 comienza una relación con una chica italiana, llamada Dhea Sodano. A finales de 2014 se hace pública la ruptura de ambos.
En marzo de 2015, comienza una relación con Christina Milian. En septiembre de mismo año, anuncia TMZ.com que terminaron su relación.

### Salud, drogas y terapia
En 2010, Lil Wayne decidió acudir a múltiples terapias de desintoxicación ya que no le gustaba el modo de vida que estaba llevando, anclado a las drogas y al alcohol. El rapero dijo estar arrepentido del modo de vida que estaba llevando y que el único recuerdo bueno de esa faceta de su vida había sido el nacimiento de sus cuatro hijos. En diciembre de 2019, Lil Wayne anunció que tendrá su propia marca de cannabis bajo el nombre de GKUA Ultra Premium. Con ello se une a otros artistas como Willie Nelson, Drake y Snoop Dogg que han confiado en la comercialización de la hierba tras su legalización en California, Estados Unidos.

### Religión
Lil Wayne es un cristiano practicante que toma tiempo para leer la biblia con regularidad. Lil Wayne afirma su creencia "en Dios y su hijo, Jesús."

## Problemas legales
El 5 de octubre de 2007, después de una actuación en el Qwest Arena en Boise, Idaho, Lil Wayne fue detenido, luego de que las autoridades de Georgia acusaran al rapero de poseer una sustancia controlada. El incidente fue descrito más tarde como una "confusión" y los cargos fueron retirados.
El 23 de enero de 2008, Lil Wayne fue arrestado. Su autobús fue detenido por agentes de la Patrulla Fronteriza cerca de Yuma, Arizona. Una Unidad K-9 se recuperó 105 gramos (3,7 onzas) de marihuana,  29 gramos aproximadamente (1,0 onzas) de cocaína, 41 gramos (1,4 onzas) de MDMA, y $22 000 en efectivo. Lil Wayne fue acusado de cuatro delitos: tenencia de estupefacientes para la venta, posesión de drogas peligrosas, la mala conducta relacionada con armas y posesión de parafernalia de drogas. Se le concedió el permiso para viajar fuera del estado y siguen estando fuera de la custodia de la fianza $10 185 que publicó.
En febrero de 2009, la producción de la empresa RMF Producciones presentó una demanda en 1,3 millones dólares contra Wayne, después de un anticipo de 100 000 dólares para tres espectáculos, todos los cuales fueron cancelados por el artista.
En octubre de 2009, Lil Wayne, Birdman, Cash Money Records, y varios puntos de distribución de música fueron demandados por violación de los derechos de autor por Thomas Marasciullo, quien afirma que su voz se usó sin permiso. La letra fue presuntamente utilizada en "Respect" y otras canciones del álbum de la colaboración de los raperos "Like Fathaer, Like Son" y "Birdman's 5 * Stunna".
El 22 de octubre de 2009, Lil Wayne se declaró culpable de intento de posesión criminal de un arma. Estaba previsto para la sentencia en febrero de 2010 pero el abogado de Lil Wayne anunció que la sentencia se retrasaría hasta el 2 de marzo debido a una cirugía dental.El 2 de marzo de 2010, la sentencia fue aplazada de nuevo cuando el tribunal informó de un incendio en el sótano. 
El 8 de marzo de 2010, Lil Wayne fue condenado a un año de prisión. Su abogado dijo que el rapero espera que esté con la protección de una custodia, separado de otros presos. Fue puesto en libertad por buena conducta.
Sin embargo, en mayo de 2010, Wayne fue encontrado por un personal de Rikers Island Penitentiary estando en posesión de contrabando (un reproductor de MP3, cargador y auriculares). Sin embargo en ese momento, fue reportado por MTV y HipHopDX (y más tarde confirmado) que Lil Wayne iba a ser puesto en libertad cuatro meses a principios de noviembre. En abril de 2010, los amigos de Lil Wayne crearon un sitio web llamado Weezy Thanx You, que publicaba las cartas escritas por Wayne en la cárcel. En la primera carta, titulada "Gone Til'November", el rapero describe su rutina diaria, diciendo que él trabaja un montón, y lee la Biblia cada día. Wayne fue liberado de la prisión de Rikers Island el 4 de noviembre de 2010, tras haber cumplido ocho meses de su año de sentencia.
El lanzamiento del álbum Tha Carter III se vio afectado por una serie de demandas:
En marzo de 2011, el productor Deezle (Darío Harrison) demandó a Wayne y su discográfica Cash Money Records en regalías no pagadas del mismo álbum.
En mayo de 2011, productor de Bangladés también presentó una demanda contra Weezy & Co. en regalías no pagadas.
A principios de junio de 2011, otro productor llamado David Kirkwood presentó una demanda contra Young Money Entertainment y Cash Money Records en alegaciones de que las discográficas no han podido pagarle más de $ 1.5 millones en regalías y servicios de producción para su trabajo en el álbum, que también incluye sus composiciones en "Love Me Or Hate Me", una canción extra que aparece solo en la edición deluxe del álbum.
También en junio de 2011, los productores de Dallas Play-N-Skillz presentó una demanda en su contra alegando que Wayne les debe por lo menos $ 1 millón en regalías no pagadas por "Got Money" de su álbum Tha Carter III en un gran éxito de Wayne publicado en mayo de 2008. El sencillo ha vendido más de 2 millones de copias desde que fue puesto en libertad.

## Beefs

### 50 Cent
Después de escuchar que Lil Wayne había escrito letras contra él, 50 Cent hizo algunos comentarios poco amables, atacó a Wayne primero el 17 de agosto de 2007 con la canción "Part Time Lover". Weezy respondió indirectamente en un tema junto a Lil Boosie llamado "Louisianimal" incluido en el mixtape "The Drought Is Over Pt. 6: The Reincarnation" el cual fue liberado mucho más tarde el 17 de noviembre de 2008. 50 le respondió a Lil Wayne en enero del 2009 en una canción titulada "Play Dis On The Radio". A partir del 14 de agosto de 2009, la controversia entre 50 Cent y Lil Wayne parece haber terminado después de que 50 Cent apareció y actuó en los "America's Most Wanted Musical Festival" en Anaheim, California en el cual también estaba presente Lil Wayne.

### Jay-Z
A principios de 2010, cuando Jay-Z y Kanye West lanzaron el sencillo "H•A•M" en el que Jay-Z ofendió al mentor de Lil Wayne, Birdman, diciendo: "I'm like really half a billi nigga, Really you got baby money, Keep it real with niggas, niggas ain't got my lady money".
El 24 de agosto de 2010, una canción llamada "It's Good" de Lil Wayne con Drake y Jadakiss se filtró en Internet e incluyó la respuesta de Lil Wayne diciendo: "Talking ‘bout Baby money? I gotcha baby money. Kidnap your bitch, get that, that how much you love your lady money?". El rapero Jadakiss, más tarde, absuelto de haber participado en la canción, decide hacer de las suyas ofendiendo a Jigga (Jay-Z) por Twitter.
En la canción "La Familia" de JAY Z, en su más reciente álbum Magna Carta Holy Grail responde a Lil Wayne.

### Pusha-T
El feudo entre Pusha-T y Wayne comienza por un tema del protegido de Weezy, Drake y la contestación inmediatande Pusha en el tema "Exodus 23:1" del álbum Cruel Summer de G.O.O.D Music. Wayne respondió inmediatamente al tema con un tuit el cual dice "Que se joda Pusha-T y todos los que lo quieran". No Malice, hermano y compañero de Pusha-T en el grupo Clipse, defendió vía Twitter a su hermano con un comentario en el cual hace burla a la foto del beso entre Birdman y Lil Wayne: "Bien, YO AMO a Pusha! Es de mi sangre y nunca lo besé." tuiteó No Malice.
Luego de dos días de haber sido lanzado el tema de Pusha, Wayne respondió con un tema muy directo hacia el llamado "Goulish".
El feudo sigue en pie, pero con dudas, ya que muy recientemente Kanye (presidente de G.O.O.D Music) colaboró con DJ Khaled (DJ oficial de YMCMB, disquera fundada por Birdman, Lil Wayne y Mack Maine) en el también polémico tema "Cold", primer sencillo del futuro álbum de G.O.O.D Music, Cruel Summer. Y Lil Wayne lanzó "My Homies Still" el primer sencillo de I Am Not A Human Being II con la colaboración del también integrante de G.O.O.D Music, Big Sean.
Recientemente, ante los problemas de Lil Wayne con Cash Money, Pusha-T le ofreció unirse a G.O.O.D Music.

## Discografía

### Álbumes de estudio
| Álbum                                                                | Información | Posicionamiento en listas | Posicionamiento en listas | Posicionamiento en listas | Posicionamiento en listas | Posicionamiento en listas | Posicionamiento en listas | Posicionamiento en listas | Posicionamiento en listas | Posicionamiento en listas | Posicionamiento en listas | Ventas           | Certificaciones                                 |
| Álbum                                                                | Información | EUA                       | EUA R&B                   | EUA Rap                   | CAN                       | FRA                       | IRL                       | RU                        | SUI                       | AUS                       | NZ                        | Ventas           | Certificaciones                                 |
| -------------------------------------------------------------------- | --- | ------------------------- | ------------------------- | ------------------------- | ------------------------- | ------------------------- | ------------------------- | ------------------------- | ------------------------- | ------------------------- | ------------------------- | ---------------- | ----------------------------------------------- |
| Tha Block is Hot                                                     | - Lanzamiento: 2 de noviembre de 1999 - Sello: Cash Money, Universal - Formatos: CD, LP, CS - Calificación de Allmusic: ·                            | 3                         | 1                         | —                         | —                         | —                         | —                         | —                         | —                         | —                         | —                         | - EUA: 1 402 000 | - EUA: Platino                                  |
| Lights Out                                                           | - Lanzamiento: 19 de diciembre de 2000 - Sello: Cash Money, Universal - Formatos: CD, LP, CS - Calificación de Allmusic: ·                           | 16                        | 2                         | —                         | —                         | —                         | —                         | —                         | —                         | —                         | —                         |                  | - EUA: Oro                                      |
| 500 Degreez                                                          | - Lanzamiento: 23 de julio de 2002 - Sello: Cash Money, Universal - Formatos: CD, LP, DD - Calificación de Allmusic: ·                               | 6                         | 1                         | —                         | —                         | —                         | —                         | —                         | —                         | —                         | —                         | - EUA: 483 000   | - EUA: Oro                                      |
| Tha Carter                                                           | - Lanzamiento: 29 de junio de 2004 - Sello: Cash Money, Universal - Formatos: CD, LP, DD - Calificación de Allmusic: ·                               | 5                         | 2                         | 1                         | —                         | —                         | —                         | —                         | —                         | —                         | —                         | - EUA: 878 000   | - EUA: Oro                                      |
| Tha Carter II                                                        | - Lanzamiento: 6 de diciembre de 2005 - Sello: Cash Money, Universal - Formatos: CD, LP, DD - Calificación de Allmusic: ·                            | 2                         | 1                         | 1                         | 26                        | —                         | —                         | —                         | —                         | —                         | —                         | - EUA: 1 400 000 | - EUA: Platino                                  |
| Tha Carter III                                                       | - Lanzamiento: 10 de junio de 2008 - Sello: Cash Money, Universal Motown - Formatos: CD, LP, DD - Calificación de Allmusic: ·                        | 1                         | 1                         | 1                         | 1                         | 25                        | 34                        | 23                        | 17                        | 10                        | 47                        | - EUA: 3 600 000 | - EUA: 3× Platino - CAN: 2× Platino - RU: Plata |
| Rebirth                                                              | - Lanzamiento: 2 de febrero de 2010 - Sello: Cash Money, Universal Motown, Young Money - Formatos: CD, LP, DD - Calificación de Allmusic: ·          | 2                         | 1                         | 1                         | 5                         | 85                        | 45                        | 15                        | 24                        | 33                        | 51                        | - EUA: 778 000   | - EUA: Oro                                      |
| I Am Not a Human Being                                               | - Lanzamiento: 27 de septiembre de 2010 - Sello: Cash Money, Universal Motown, Young Money - Formatos: CD, LP, DD - Calificación de Allmusic: ·      | 1                         | 1                         | 1                         | 4                         | 167                       | 84                        | 46                        | 56                        | —                         | 60                        | - EUA: 953 000   | - EUA: Oro                                      |
| Tha Carter IV                                                        | - Lanzamiento: 29 de agosto de 2011 - Sello: Cash Money, Universal Motown, Young Money - Formatos: CD, LP, DD - Calificación de Allmusic: ·          | 1                         | 1                         | 1                         | 1                         | 14                        | 19                        | 9                         | 8                         | 8                         | 9                         | - EUA: 2 200 000 | - EUA: 2× Platino - RU: Plata                   |
| I Am Not A Human Being II                                            | - Lanzamiento: 26 de marzo de 2013 - Sello: Cash Money, Universal Motown, Young Money, Republic - Formatos: CD, LP, DD - Calificación de Allmusic: · | 2                         | 2                         | 1                         | 5                         | 24                        | 85                        | 35                        | 29                        | —                         | 43                        | - EUA: 529 000   | - EUA: Oro - CAN: Oro                           |
| Tha Carter V                                                         | - Lanzamiento: 27 de septiembre de 2018 - Sello: Universal Motown, Young Money, Republic - Formatos: CD, LP, DD - Calificación de Allmusic: ·        | 1                         | 1                         | 1                         | 1                         | —                         | 5                         | 5                         | 5                         | 6                         | 3                         | - EUA: 1 000     | - EUA: Platino - CAN: Oro                       |
| «—» indica que el álbum no se posicionó en la lista correspondiente. | |                           |                           |                           |                           |                           |                           |                           |                           |                           |                           |                  |                                                 |

### Álbumes en colaboración
| Año  | Álbum | Posición | Posición | Posición | Posición | Certificaciones/Ventas |
| Año  | Álbum | US       | US R&B   | US Rap   | Canadá   | Certificaciones/Ventas |
| ---- | --- | -------- | -------- | -------- | -------- | ---------------------- |
| 2006 | Like Father, Like Son con Birdman - Lanzado: 31 de octubre de 2006 - Sello discográfico: Cash Money, Universal Motown                             | 3        | 1        | 1        | —        | * US: Oro 500,000      |
| 2009 | We are Young Money con Young Money - Lanzado: 21 de diciembre de 2009 - Sello discográfico: Young Money, Cash Money, Universal Motown             | 9        | 3        | 1        | —        | * US: Oro 500,000      |
| 2013 | Rich Gang con Rich Gang - Lanzamiento: 23 de julio de 2013 - Sello discográfico: Cash Money, Republic Records                                     | —        | —        | —        | —        | —                      |
| 2014 | Young Money: Rise of an Empire con Young Money - Lanzamiento: 11 de marzo de 2014 - Sello discográfico: Cash Money, Young Money, Republic Records | —        | —        | —        | —        | RIAA: N/A              |

#### Con Hot Boys
- 1997: Get It How U Live!
- 1999: Guerrilla Warfare
- 2003: Let 'Em Burn

### EP
- 2007: The Leak
- 2009: The Leak: Reloaded
- 2017: In Tune We Trust

### Mixtapes Oficiales
- 2002: SQ con The Sqad
- 2002: SQ2: This Is the Sqad con The Sqad
- 2002: SQ3 con The Sqad
- 2002: SQ4 con The Sqad
- 2003: SQ5 con The Sqad
- 2003: SQ6: The Remix con The Sqad
- 2003: SQ7 con The Sqad
- 2004: Da Drought
- 2004: Da Drought 2
- 2004: The Prefix
- 2005: The Suffix con DJ Khaled
- 2006: Dedication con DJ Drama
- 2006: Dedication 2 con DJ Drama
- 2006: The Drought Is Over
- 2006: Blow con Juelz Santana
- 2007: Da Drought 3
- 2008: Dedication 3 con DJ Drama
- 2009: No Ceilings
- 2011: Sorry 4 The Wait
- 2012: Dedication 4 con DJ Drama
- 2013: Dedication 5 con DJ Drama
- 2015: Sorry 4 The Wait 2
- 2015: No Ceilings 2
- 2017: T-Wayne con T-Pain
- 2017: Dedication 6
- 2018: Dedication 6: Reloaded
- 2020: No Cellings 3
- 2021: Trust Fund Babies con Rich The Kid
- 2023: Tha Fix Before Tha VI

## Sencillos
En 2009 participó con Shakira en una canción llamada  Give it up to me , también colaboró con Eminem en "No Love" y con Drake en "Miss Me" y "Forever" junto con Eminem, Kanye West, asimismo también en Revolver junto a Madonna.

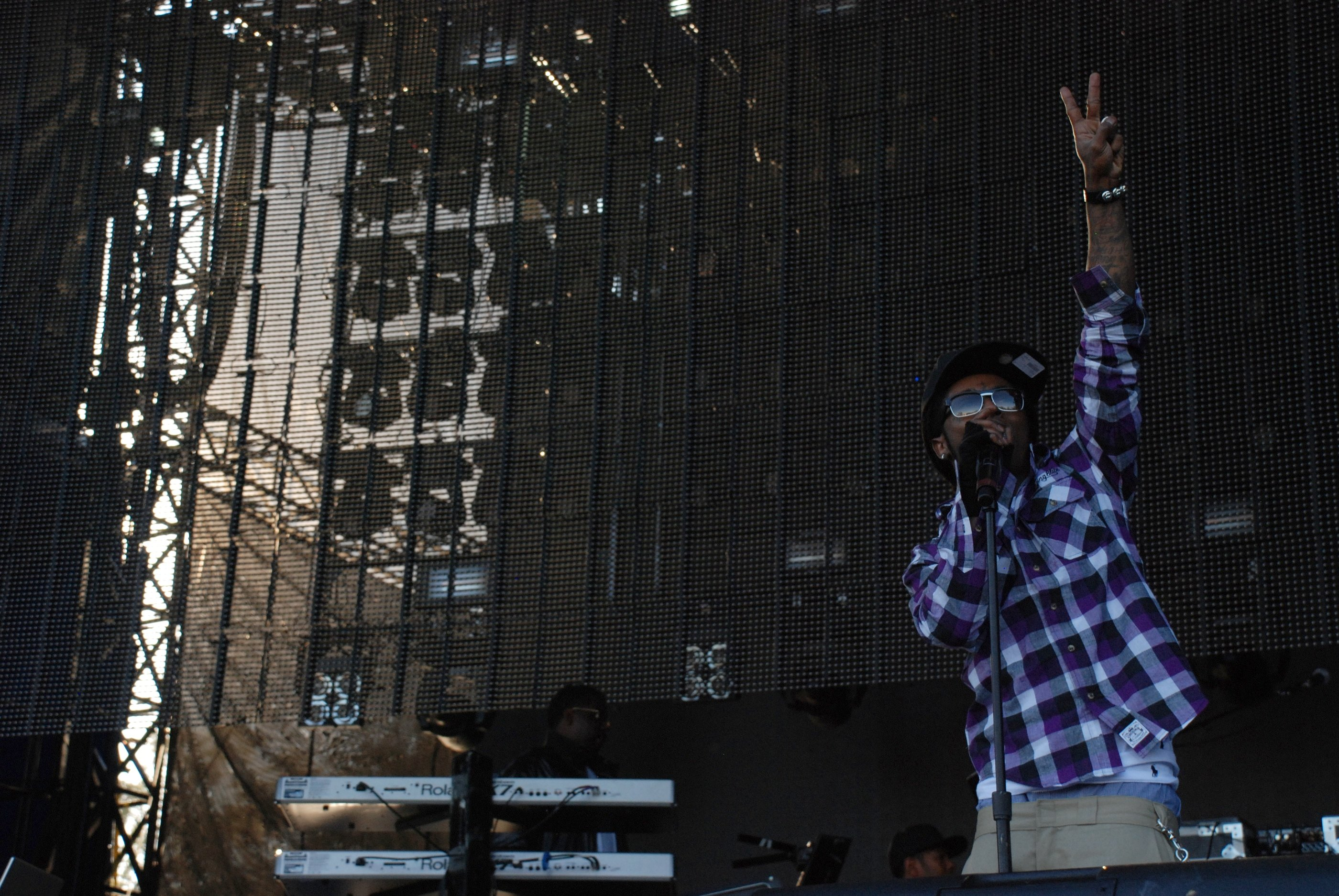
Lil Wayne en el Voodoo Music Experience, 2008.

En el 2011 colaboró con artistas tales como Game en el tema "Red Nation", David Guetta y Chris Brown en "I Can Only Imagine", JLo en "I'm Into You", Chris Brown en "Look At Me Now" junto con Busta Rhymes, Rick Ross en "9 Piece", Young Jeezy en "Ballin", Ace Hood en "Hustla Hard Remix" junto con Rick Ross. y con Enrique Iglesias y Usher en "Dirty Dancer"También ha participado con Joe Jonas en la canción Just in Love de Jonas.
Lil Wayne fue considerado por la revista forbes el rapero más rico en el 2008.
Tras el tremendo éxito del nadador y campeón olímpico Michael Phelps en los JJ.OO de Pekín 2008, se pudo saber que la canción que este atleta escucha antes de saltar al agua es "I'm Me", de la autoría de Wayne.
| Año  | Canción                                                   | Máxima posición | Máxima posición | Máxima posición | Álbum                     |
| Año  | Canción                                                   | U.S. Hot 100    | U.S. R&B        | U.S. Rap        | Álbum                     |
| ---- | --------------------------------------------------------- | --------------- | --------------- | --------------- | ------------------------- |
| 1999 | "Tha Block Is Hot" (feat. Juvenile, BG, & Turk)           | 72              | 24              | 27              | Tha Block Is Hot          |
| 2001 | "Shine" (feat. Birdman, Mickey, & Mack 10)                | 96              | 39              | -               | Lights Out                |
| 2002 | "Way of Life" (feat. Big Tymers & TQ)                     | 71              | 23              | 16              | 500 Degreez               |
| 2004 | "Go DJ"                                                   | 14              | 4               | 3               | Tha Carter                |
| 2004 | "Bring It Back" (feat. Mannie Fresh)                      | -               | 47              | 19              | Tha Carter                |
| 2004 | "Earthquake" (feat. Jazze Pha)                            | -               | 73              | 25              | Tha Carter                |
| 2005 | "Fireman"                                                 | 32              | 15              | 10              | Tha Carter II             |
| 2006 | "Junior Reyes Musik"                                      | 87              | 26              | 16              | Tha Carter II             |
| 2006 | "Shooter" (feat. Robin Thicke)                            | -               | 97              | -               | Tha Carter II             |
| 2007 | "Gossip"                                                  | 115             | 109             | -               | The Leak                  |
| 2007 | "I'm Me"                                                  | 97              | 85              | -               | The Leak                  |
| 2008 | "Lollipop" (feat. Static Major)                           | 1               | 1               | 1               | Tha Carter III            |
| 2008 | "A Milli"                                                 | 6               | 1               | 1               | Tha Carter III            |
| 2008 | "Got Money" (feat. T-Pain)                                | 10              | 7               | 2               | Tha Carter III            |
| 2008 | "Mrs.Officer" (feat. Bobby Valentino)                     | 16              | 5               | 2               | Tha Carter III            |
| 2008 | "You Ain't Got Nuthin" (feat. Fabolous and Juelz Santana) | 81              | —               | —               | Tha Carter III            |
| 2008 | "Comfortable" (feat. Babyface)                            | —               | 80              | —               | Tha Carter III            |
| 2008 | "Mr. Carter" (feat. Jay-Z)                                | 62              | 27              | 13              | Tha Carter III            |
| 2008 | "3 Peat"                                                  | 66              | —               | —               | Tha Carter III            |
| 2009 | "Prom Queen" (feat. Shanell)                              | 15              | 16              | —               | Rebirth                   |
| 2009 | "On fire"                                                 | 62              | -               | -               | Rebirth                   |
| 2009 | "Drop the world" (feat. Eminem)                           | 18              | —               | —               | Rebirth                   |
| 2010 | "Right Above It" (feat. Drake)                            | 6               | 6               | 1               | I Am Not A Human Being    |
| 2011 | "6 Foot 7 Foot" (feat. Cory Gunz)                         | 9               | 2               | 2               | Tha Carter IV             |
| 2011 | "John" (feat. Rick Ross)                                  | 22              | 19              | 12              | Tha Carter IV             |
| 2011 | "How To Love"                                             | 5               | 2               | 2               | Tha Carter IV             |
| 2011 | "She Will" (feat. Drake)                                  | 3               | 9               | 5               | Tha Carter IV             |
| 2011 | "It's Good" (feat. Drake & Jadakiss)                      | 79              | -               | -               | Tha Carter IV             |
| 2011 | "Mirror" (feat. Bruno Mars)                               | 16              | -               | -               | Tha Carter IV             |
| 2012 | "My Homies Still" (feat. Big Sean)                        | 38              | 20              | 16              | I Am Not A Human Being II |
| 2013 | "No Worries" (feat. Detail)                               | 29              | 7               | 7               | I Am Not A Human Being II |
| 2013 | "Love Me" (feat. Drake & Future)                          | 9               | 4               | 3               | I Am Not A Human Being II |
| 2013 | "Rich As Fuck" (feat. 2 Chainz)                           | 38              | 11              | 8               | I Am Not A Human Being II |
| 2014 | "We Alright" (con Birdman & Euro)                         |                 |                 |                 | Rise Of An Empire         |

### Participaciones en sencillos
| Año  | Canción | Máxima posición | Máxima posición | Máxima posición | Álbum                                       |  |
| Año  | Canción | U.S. Hot 100    | U.S. R&B        | U.S. Rap        | Álbum                                       |  |
| ---- | --- | --------------- | --------------- | --------------- | ------------------------------------------- |  |
| 1999 | "Back That Azz Up" (Juvenile feat. Lil Wayne & Mannie Fresh)                                                                           | 18              | 5               | 4               | 400 Degreez                                 |  |
| 1999 | "Bling Bling" (B.G. feat. Juvenile, Lil Wayne, Turk, & Big Tymers)                                                                     | 36              | 13              | 10              | Chopper City in the Ghetto                  |  |
| 2000 | "#1 Stunna" (Big Tymers feat. Juvenile & Lil Wayne)                                                                                    | –               | 24              | –               | I Got That Work                             |  |
| 2002 | "Neva Get Enuf" (3LW feat. Lil Wayne)                                                                                                  | -               | 118             | -               | A Girl Can Mack                             |  |
| 2004 | "Soldier" (Destiny's Child feat. T.I. & Lil Wayne)                                                                                     | 3               | 3               | –               | Destiny Fulfilled                           |  |
| 2004 | "Get Your Shine On" (Birdman feat. Lil Wayne)                                                                                          | –               | 65              | –               | Fast Money                                  |  |
| 2004 | "Neck of the Woods" (Birdman feat. Lil Wayne)                                                                                          | –               | 71              | –               | Fast Money                                  |  |
| 2005 | "Tell Me" (Bobby Valentino feat. Lil Wayne)                                                                                            | 51              | 13              | –               | Bobby Valentino                             |  |
| 2005 | "Don't Trip" (Trina feat. Lil Wayne)                                                                                                   | –               | 74              | –               | Glamorest Life                              |  |
| 2006 | "Gimme That (remix)" (Chris Brown feat. Lil Wayne)                                                                                     | 15              | 5               | –               | Chris Brown                                 |  |
| 2006 | "Touch It or Not" (Cam'ron feat. Lil Wayne)                                                                                            | 71              | 62              | 25              | Killa Season                                |  |
| 2006 | "Hollywood Divorce" (OutKast feat. Lil Wayne & Snoop Dogg)                                                                             | -               | 120             | -               | Idlewild                                    |  |
| 2006 | "Holla at Me" (DJ Khaled feat. Lil Wayne, Paul Wall, Fat Joe, Rick Ross, & Pitbull)                                                    | 59              | 24              | 15              | Listennn... the Album                       |  |
| 2006 | "You Know What" (Avant feat. Lil Wayne)                                                                                                | –               | 58              | –               | Director                                    |  |
| 2006 | "Make It Rain" (Fat Joe feat. Lil Wayne)                                                                                               | 13              | 6               | 2               | Me, Myself, and I                           |  |
| 2006 | "You" (Lloyd feat. Lil Wayne) | 9               | 1               | –               | Street Love                                 |  |
| 2007 | "We Takin' Over" (DJ Khaled feat. Akon, T.I., Rick Ross, Fat Joe, Birdman, & Lil Wayne)                                                | 28              | 26              | 11              | We the Best                                 |  |
| 2007 | "Lock U Down" (Mýa feat. Lil Wayne) | –               | 101             | –               | Liberation                                  |  |
| 2007 | "9mm" (David Banner feat. Akon, Lil Wayne, & Snoop Dogg)                                                                               | –               | 66              | –               | Greatest Story Ever Told                    |  |
| 2007 | "Uh-Ohhh!" (Ja Rule feat. Lil Wayne)                                                                                                   | –               | 69              | –               | The Mirror                                  |  |
| 2007 | "Pop Bottles" (Birdman feat. Lil Wayne)                                                                                                | 38              | 15              | 6               | 5 Star Stunna                               |  |
| 2007 | "Duffle Bag Boy" (Playaz Circle feat. Lil Wayne)                                                                                       | 15              | 4               | 2               | Supply & Demand                             |  |
| 2007 | "Sweetest Girl (Dollar Bill)" (Wyclef Jean feat. Akon & Lil Wayne)                                                                     | 12              | 110             | –               | Carnival Vol. II: Memoirs of an Immigrant   |  |
| 2007 | "Push" (Enrique Iglesias feat. Lil Wayne)                                                                                              | –               | –               | –               |                                             |  |
| 2007 | "I'm So Hood (remix)" (DJ Khaled feat. T-Pain, Young Jeezy, Ludacris, Busta Rhymes, Big Boi, Lil Wayne, Fat Joe, Birdman, & Rick Ross) | 19              | 9               | 5               | We the Best                                 |  |
| 2007 | "100 Million" (Birdman feat. Rick Ross, Dre, Young Jeezy, & Lil Wayne)                                                                 | 118             | 69              | –               | Five Star Stunna                            |  |
| 2008 | "Love In This Club Part II" (Usher feat. Beyoncé & Lil Wayne)                                                                          | 18              | 7               | –               | Here I Stand                                |  |
| 2008 | "I Run This" (Birdman featuring Lil Wayne)                                                                                             | 110             | 79              | –               | 5 Star Stunna                               |  |
| 2008 | "Girls Around The World" (Lloyd featuring Lil Wayne)                                                                                   | 64              | 13              | –               | Lessons in Love                             |  |
| 2008 | "Can't Believe It" (T-Pain feat. Lil Wayne)                                                                                            | 7               | 2               | –               | Thr33 Ringz                                 |  |
| 2008 | "My Life" (The Game feat. Lil Wayne)                                                                                                   | 21              | 16              | 4               | L.A.X.                                      |  |
| 2008 | "Swagger Like Us" (Jay-Z feat. T.I., Kanye West & Lil Wayne)                                                                           | 5               | 11              | 4               | Paper Trail/The Blueprint 3                 |  |
| 2008 | "I'm So Paid" (Akon feat. Lil Wayne & Young Jeezy)                                                                                     | 40              | 67              | –               | Freedom                                     |  |
| 2009 | "Give It Up to Me" (Shakira feat. Lil Wayne & Timbaland)                                                                               | 29              | -               | -               | she wolf                                    |  |
| 2009 | "I Can't Feel my face" (Juelz Santana & Lil Wayne)                                                                                     | -               | -               | –               | -                                           |  |
| 2009 | "BedRock" (Young Money feat. Lloyd) | -               | -               | –               | We Are Young Money                          |  |
| 2009 | "Every Girl" (Young Money) | -               | -               | –               | We Are Young Money                          |  |
| 2009 | "Down" (Jay Sean feat. Lil Wayne) | -               | -               | –               | -                                           |  |
| 2009 | "Revolver" (Madonna feat. Lil Wayne & David Guetta)                                                                                    | -               | -               | –               | -                                           |  |
| 2009 | "Pusha" (Lloyd feat. Lil Wayne) | -               | -               | –               | -                                           |  |
| 2009 | "I Can't Transform Ya" (Chris Brown feat. Lil Wayne & Swizz Beatz)                                                                     | -               | -               | –               | Graffiti                                    |  |
| 2009 | "Forever" (Drake feat. Kanye West, Lil Wayne & Eminem)                                                                                 | -               | -               | –               | "Relapse: Refill"                           |  |
| 2010 | "Miss Me" (Drake feat. Lil Wayne) | -               | -               | -               | Thank Me Later                              |  |
| 2010 | "Everything Red" (Game feat. Lil Wayne & Birdman)                                                                                      | -               | -               | -               | The RED Room (Mixtape)                      |  |
| 2010 | "No Love" (Eminem feat. Lil Wayne) | 23              | -               | -               | Recovery                                    |  |
| 2010 | "My Generation" (Nas & Damian Marley feat. Lil Wayne, Joss Stone)                                                                      | -               | -               | -               | Distant Relatives                           |  |
| 2010 | "Fire Flame (remix)" (Birdman feat. Lil Wayne)                                                                                         | -               | -               | -               | Bigger Than Life                            |  |
| 2010 | "Someone To Love Me (Naked)" (Mary J. Blige feat. Diddy & Lil Wayne)                                                                   | -               | -               | 28              | My Life II... The Journey Continues (Act I) |  |
| 2011 | "Hit The Lights" (Jay Sean feat. Lil Wayne)                                                                                            | -               | -               | -               |                                             |  |
| 2011 | "Bow Chika Bow Wow" (Mike Posner feat. Lil Wayne)                                                                                      | 30              | 21              | -               | 31 Minutes to Takeoff                       |  |
| 2011 | "This Is What Rock N' Roll Looks Like" (Porcelain Black feat. Lil Wayne)                                                               | -               | -               | -               | This Is What Rock N' Roll Looks Like        |  |
| 2011 | "I'm Into You" (JLo feat. Lil Wayne)                                                                                                   | -               | 20              | -               | Love?                                       |  |
| 2011 | "Motivation'" (Kelly Rowland feat. Lil Wayne)                                                                                          | 17              | 1               | 24              | Here I Am                                   |  |
| 2011 | "Red Nation" (Game feat. Lil Wayne) | 62              | 22              | 22              | The R.E.D. Album                            |  |
| 2011 | "Dirty Dancer" (Enrique Iglesias & Usher feat. Lil Wayne)                                                                              | 18              | 21              | -               | 31 Euphoria                                 |  |
| 2011 | "Welcome To My Hood" (DJ Khaled feat. T-Pain, Rick Ross, Lil Wayne & Plies)                                                            | 79              | 30              | 14              | We The Best Forever                         |  |
| 2011 | "I'm On One" (DJ Khaled feat. Drake, Rick Ross & Lil Wayne)                                                                            | 10              | 1               | 1               | We The Best Forever                         |  |
| 2011 | "Look At Me Now" (Chris Brown feat. Busta Rhymes & Lil Wayne)                                                                          | 6               | 1               | 1               | F.A.M.E.                                    |  |
| 2011 | "9 Piece" (Rick Ross feat. Lil Wayne)                                                                                                  | -               | -               | -               | God Forgives, I Don't                       |  |
| 2011 | "Hustle Hard (remix)" (Ace Hood feat. Rick Ross & Lil Wayne)                                                                           | 60              | 9               | 10              | Blood, Sweat & Tears                        |  |
| 2011 | "Can a Drummer Get Some?'" (Travis Barker feat. Lil Wayne, Rick Ross, Game & Swizz Beatz)                                              | -               | -               | -               | Give The Drummer Some                       |  |
| 2011 | "Ballin'" (Young Jeezy feat. Lil Wayne)                                                                                                | -               | -               | -               | The Real Is Back (Mixtape)                  |  |
| 2011 | "Sex Faces" (Ludacris feat. Trey Songz & Lil Wayne)                                                                                    | -               | -               | -               |                                             |  |
| 2011 | "I Can Only Imagine" (David Guetta feat. Chris Brown & Lil Wayne)                                                                      | -               | -               | -               | Nothing But The Beat                        |  |
| 2011 | "Sleazy Remix 2.0: Get $leazier"(Ke$ha feat. Andre 3000, Wiz Khalifa, T.I & Lil Wayne)                                                 | -               | -               | -               |                                             |  |
| 2011 | "Smoke Sumthing" (Curren$y feat. Lil Wayne)                                                                                            | -               | -               | -               |                                             |  |
| 2011 | "Y.U. Mad" (Birdman feat. Nicki Minaj & Lil Wayne)                                                                                     | -               | -               | -               | Bigger Than Life                            |  |
| 2011 | "Finito" (N.O.R.E. feat. Lil Wayne & Pharrell)                                                                                         | -               | -               | -               | N.O.R.E. Pt. 2: Born Again                  |  |
| 2011 | "Strange Clouds" (B.o.B. feat. Lil Wayne)                                                                                              | -               | -               | -               | Strange Clouds EP                           |  |
| 2011 | "Sweat" (Bow Wow feat. Lil Wayne) | -               | -               | -               |                                             |  |
| 2011 | "The Real Her" (Drake feat. Lil Wayne)                                                                                                 | -               | -               | -               | Take Care                                   |  |
| 2011 | "Pretty Lil' Heart" (Robin Thicke feat. Lil Wayne)                                                                                     | -               | -               | -               | Love After War                              |  |
| 2011 | "So Good" (Shannel feat. Lil Wayne & Drake)                                                                                            | -               | -               | -               |                                             |  |
| 2012 | "All Aboard" (Romeo Santos feat. Lil Wayne)                                                                                            | -               | -               | -               | Formula Vol. 1                              |  |
| 2012 | "Dark Shades" (Birdman feat. Lil Wayne & Mack Maine)                                                                                   | -               | -               | -               | Bigga Than Life                             |  |
| 2012 | "Mirror" (Bobby V feat. Lil Wayne) | -               | -               | -               |                                             |  |
| 2012 | "Last Night (I Wanna Bang You)" (Paris Hilton feat. Lil Wayne & Afrojack)                                                              | -               | -               | -               | TBA                                         |  |
| 2013 | "Scream & Shout (Remix)" (will.i.am feat. Britney Spears, Hit Boy, Waka Flocka Flame, Lil Wayne & Diddy)                               | 5               | 1               | -               | #willpower                                  |  |
| 2013 | "High School" (Nicki Minaj ft Lil Wayne)                                                                                               |                 |                 | -               | Pink Friday: Roman Reloaded, The Re-Up      |  |
| 2013 | "Wit Me" (T.I ft Lil Wayne) |                 |                 |                 | Trouble Man                                 |  |

## Premios
BET Awards 2009
- Mejor artista masculino (hip-hop)
- Video más visto:"Lollipop" Original Sound.

Grammy Awards 2009
- Mejor Canción Rap: "Lollipop"
- Mejor Álbum Rap: "Tha Carter III"
- Mejor canción solitaria: "A Milli"
- Mejor canción grupal o dúo: "Swagga Like Us", con T.I., Jay-Z, & Kanye West

MTV Video Music:
- Mejor video de hip-hop del año: "Lollipop" featuring Static Major.

MTV Europe Music Awards
- Mejor Artista 2008
- Mejor artista de hip-hop 2010